# Valley Springs (Dakota du Sud)
Pour les articles homonymes, voir Valley Springs.
Valley Springs est une municipalité américaine située dans le comté de Minnehaha, dans l'État du Dakota du Sud. Selon le recensement de 2010, elle compte 759 habitants. La municipalité s'étend sur 0,82 milles carrés (2,12 km2).
La ville est fondée en 1873. Elle doit son nom aux sources (springs en anglais) situées au nord de la ville, près de la Beaver Creek (en).

## Démographie
| 1880 | 1890 | 1900 | 1910 | 1920 | 1930 |
| ---- | ---- | ---- | ---- | ---- | ---- |
| 96   | 308  | 388  | 331  | 374  | 393  |

| 1940 | 1950 | 1960 | 1970 | 1980 | 1990 |
| ---- | ---- | ---- | ---- | ---- | ---- |
| 396  | 389  | 472  | 566  | 801  | 739  |

| 2000 | 2010 | - | - | - | - |
| ---- | ---- | - | - | - | - |
| 792  | 759  | - | - | - | - |